# Oštarije
Oštarije je vesnice v Chorvatsku v Karlovacké župě, spadající pod opčinu Josipdol. Nachází se asi 2 km severozápadně od Josipdolu a asi 4 km jihovýchodně od Ogulinu. V roce 2001 zde žilo 1 407 obyvatel ve 482 domech. V roce 2011 zde žilo 1 444 obyvatel. Oštarije jsou tak největší vesnicí opčiny Josipdol a šestým největším sídlem v Karlovacké župě.
V blízkosti Oštarijí prochází dálnice A1, Oštarijemi prochází řeka Zagorska Mrežnica. Vesnice leží na silnici D42. Sousedními vesnicemi jsou Josipdol, Otok Oštarijski a Skradnik.